# راهی به تباهی
راهی به تباهی (به انگلیسی: Road to Perdition) فیلم آمریکایی، محصول سال ۲۰۰۲ است. کارگردانی فیلم را سم مندس بر عهده داشته و ستارگانی چون تام هنکس، پل نیومن، جود لا و دنیل کریگ در آن به ایفای نقش پرداخته‌اند.

## داستان
فیلم داستان پسربچه‌ای به نام مایکل را روایت می‌کند که چیزی در باره شغل پدرش نمی‌داند فقط می‌داند که پدرش برای آقای رونی کار می‌کند. آقای رونی وقتی پدر مایکل کودک یتیمی بوده او را پذیرفته و بزرگ کرده‌است. مایکل آن قدر درباره شغل پدرش کنجکاوی می‌کند که متوجه می‌شود آقای رونی یکی از سران مافیای آمریکاست و پدرش هم برای او دست به آدمکشی می‌زند. از طرفی پسر آقای رونی در یکی از شبها بدون اجازه پدرش و دیگر سران مافیا کسی را می‌کشد و پدرش هم به همین دلیل او را در جمع مافیا تحقیر می‌کند. او هم از آنجا که فهمیده مایکل صحنه جنایت را مخفیانه تماشا کرده عصبانیت و حسادت خود نسبت به پدر مایکل را در هم می‌آمیزد و باز هم بدون اجازه پدرش قصد کشتن مایکل و پدرش را می‌کند اما اشتباهاً مادر و برادر کوچک مایکل را می‌کشد و مایکل و پدرش از مهلکه می‌گریزند.

## بازیگران
- تام هنکس در نقش مایکل سالیوان
- تایلر هوچلین در نقش مایکل سالیوان جونیور
- پل نیومن در نقش جان رونی
- جود لا در نقش هارلن مگوایر
- دنیل کریگ در نقش کانر رونی
- استنلی توچی در نقش فرانک نیتی
- جنیفر جیسن لی در نقش آنی سالیوان
- لیام ایکن در نقش پیتر سالیوان
- دیلن بیکر در نقش الکساندر رنس

## جوایز
- برنده جایزه اسکار بهترین فیلم‌برداری برای کنراد هال
- نامزد جایزه گلدن گلوب بهترین بازیگر نقش مکمل مرد و جایزه اسکار بهترین بازیگر نقش مکمل مرد برای پل نیومن
- نامزد جایزه اسکار بهترین موسیقی فیلم
- نامزد جایزه اسکار بهترین تدوین صدا
- نامرد جایزه اسکار بهترین صداگذاری
- نامزد جایزه اسکار بهترین طراحی صحنه

## پیوندها
- راهی به تباهی در بانک اطلاعات اینترنتی فیلم‌ها (IMDb)